# Charles D. Brown
Pour les articles homonymes, voir Charles Brown et Brown.
Charles D. Brown, né le 1er juillet 1887 à Council Bluffs (Iowa) et mort le 25 novembre 1948 à Hollywood (Californie), est un acteur américain de cinéma et de théâtre.

## Biographie
Brown a écrit et réalisé en 1914 son seul film, The Bank Burglar's Fate, un court métrage. En tant qu'acteur, il est apparu dans plus de 100 films entre 1921 et sa mort survenue en 1948. Il eut en parallèle une carrière sur scène à Broadway entre 1911 et 1937.

## Filmographie partielle
- 1931 : Vingt-quatre Heures de Marion Gering (non crédité)
- 1931 : The False Madonna de Stuart Walker
- 1931 : The Secret Call de Stuart Walker
- 1936 : En parade (Gold Diggers of 1937) de Lloyd Bacon
- 1937 : Thoroughbreds Don't Cry de Alfred E. Green : Click Donovan
- 1938 : L'Ange impur (The Shopworn Angel) de H. C. Potter : McGonigle
- 1938 : La Foule en délire (The Crowd Roars) de Richard Thorpe : Bill Thorne
- 1938 : Casbah (Algiers) de John Cromwell : Max
- 1938 : The Duke of West Point de Alfred E. Green : Doc Porter
- 1939 : La Féerie de la glace (The Ice Follies of 1939) de Reinhold Schünzel : M. Barney
- 1939 : Little Accident, de Charles Lamont : Jeff Collins
- 1939 : Monsieur Moto en péril (Mr. Moto in Danger Island) de Herbert I. Leeds
- 1940 : L'Étrange Aventure (Brother Orchid) de Lloyd Bacon : Frère Wren
- 1940 : Quai numéro treize (Pier 13) de Eugene Forde
- 1940 : Wolf of New York de William C. McGann
- 1940 : La Piste de Santa Fe (Santa Fe Trail) de Michael Curtiz : Major Sumner
- 1940 : Les Raisins de la colère (The Grapes of Wrath) de John Ford : Wilkie
- 1941 : Glamour Boy de Ralph Murphy : Martin Carmichael
- 1941 : Le Tombeur du Michigan (Reaching for the Sun) de William A. Wellman
- 1941 : The Devil Pays Off de John H. Auer : Capitaine Jonathan Hun
- 1941 : Cinquième Bureau (International Lady) de Tim Whelan : Tetlow
- 1941 : Tall, Dark and Handsome, de H. Bruce Humberstone :
- 1942 : Trois Gouttes de poison (Sweater Girl) de William Clemens : le lieutenant McGill
- 1943 : La Fille et son cow-boy (A Lady Takes a Chance) de William A. Seiter : Dr G. W. Humboldt
- 1944 : Les Saboteurs (Secret Command) de A. Edward Sutherland : James Thane
- 1945 : Apology for Murder de Sam Newfield
- 1945 : Suzy des bas-fonds (Sunbonnet Sue) de Ralph Murphy
- 1946 : The Hoodlum Saint de Norman Taurog : Ed Collner
- 1946 : Les Tueurs (The Killers) de Robert Siodmak : Packy Robinson
- 1946 : Le Grand Sommeil (The Big Sleep) de Howard Hawks : Norris, le majordome
- 1946 : Wake Up and Dream de Lloyd Bacon
- 1947 : Une vie perdue (Smash-Up, The Story of a Woman) de Stuart Heisler : Mike Dawson
- 1947 : L'Engrenage fatal (Railroaded!) de Anthony Mann : MacTaggart
- 1948 : La Folle Enquête (On Our Merry Way) de King Vidor et Leslie Fenton : M. Sadd
- 1948 : In This Corner de Charles Reisner
- 1948 : Le Condamné de la cellule cinq (I Wouldn't Be in Your Shoes) de William Nigh : l'inspecteur Stevens
- 1948 : L'Homme aux abois (I Walk Alone) de Byron Haskin : Lt. Hollaran
- 1949 : L'Assassin sans visage (Follow me Quietly) de Richard Fleischer : Mulvaney